# ベアトリーチェ・カーネ

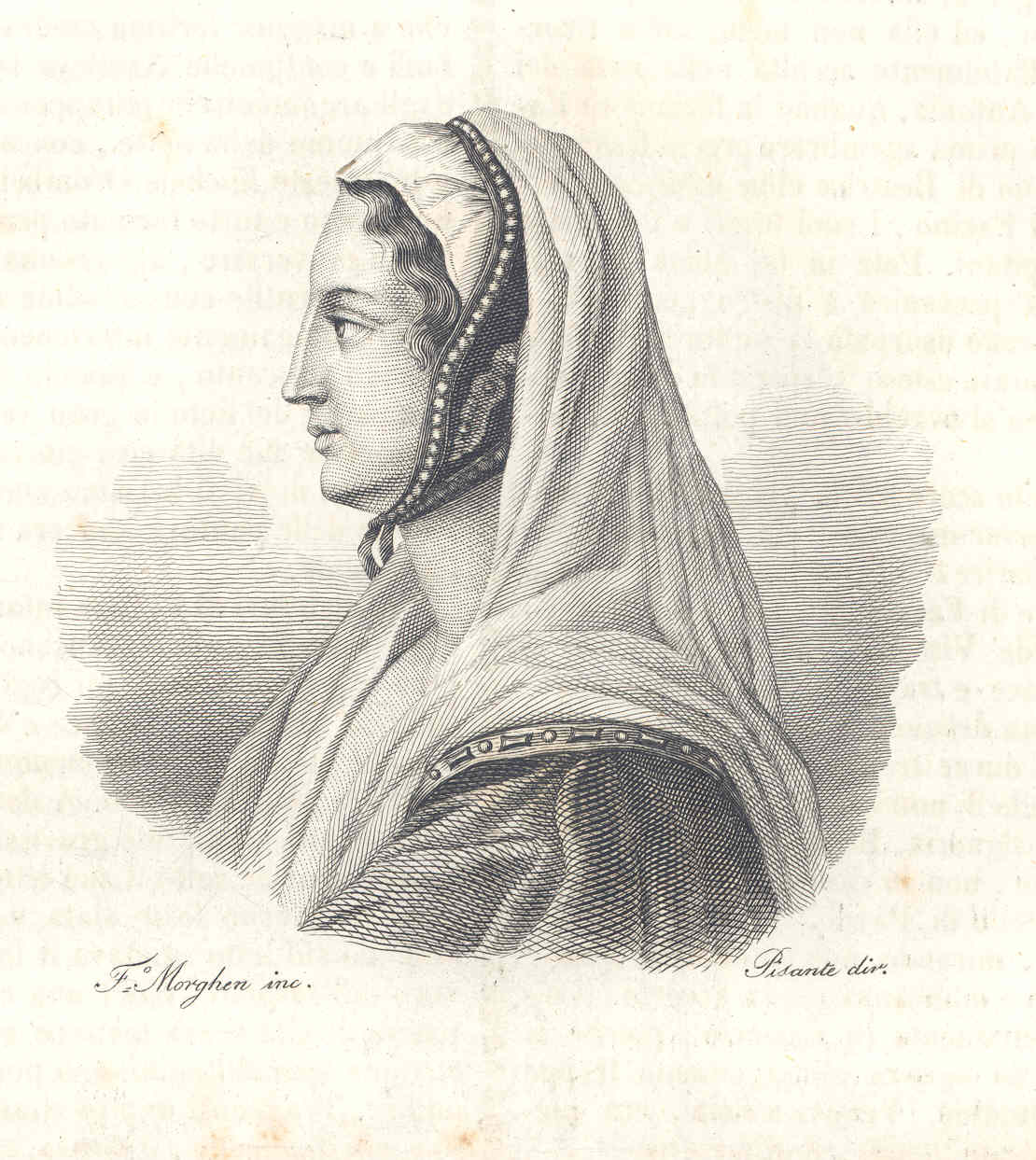
ミラノ公妃ベアトリーチェ「・ディ・テンダ」、19世紀の版画に描かれた想像上のプロフィル

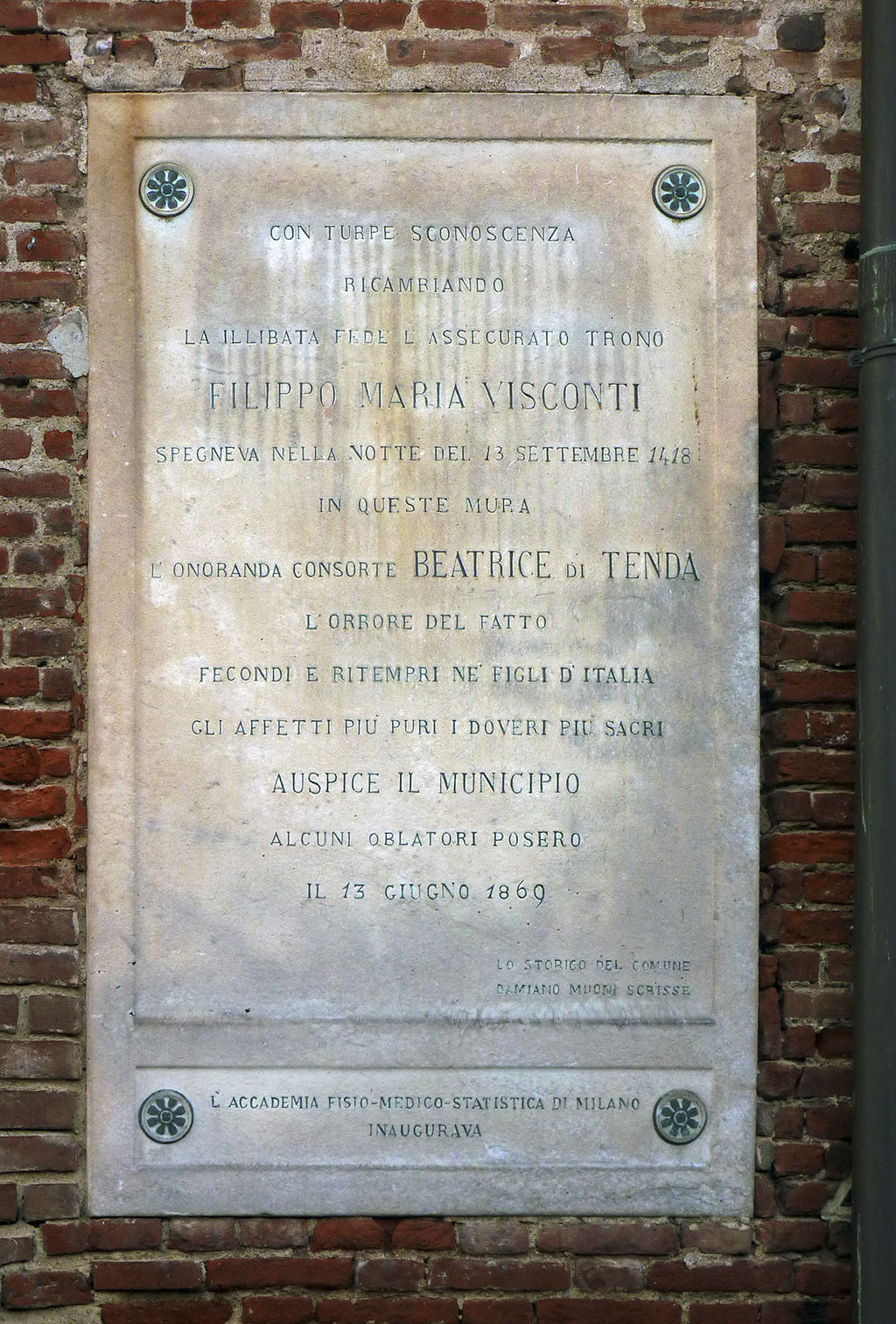
ビナスコ城に掲げられた、ベアトリーチェ殺害事件の現場であることを示す大理石製の記念額

ベアトリーチェ・カーネ（Beatrice Cane、1372年頃 - 1418年9月13日）は、中世イタリアの女性。
最初の夫ファチーノ・カーネとの死別後、その巨額の遺産を狙うミラノ公フィリッポ・マリーア・ヴィスコンティと再婚するが、最後には新しい夫に殺害された。
テンダ（タンド）伯の息女だと誤認されたため、姓名は長年にわたってベアトリーチェ・ラスカリス・ディ・ヴェンティミーリア（Beatrice Lascaris di Ventimiglia）と表記されてきた。彼女の悲運を取り扱ったベッリーニのオペラ『テンダのベアトリーチェ』もその説を敷衍している。

## 出自
おそらく1370年代生まれ（1370年または1372年が推定生年）。存命中及び死後しばらくは単に「ベアトリーチェ」とだけ言及されていた。
「ベアトリーチェ・テンダ（Beatrice Tenda）」という誤った家名の推定に基づく表記がなされたのは、ベルナルディーノ・コリオが1503年に刊行した『ミラノ史』が初めてである。これ以降、ベアトリーチェはニカイア帝国皇女エウドキア・ラスカリナ・アサニナを始祖とするラスカリス・ディ・ヴェンティミーリア家のテンダ伯爵系統に属すると長く誤認されることとなった。歴史家たちからはアントーニオ・ラスカリスとフィナーレ領主家の娘マルゲリータ・デル・カレットの間の娘、あるいはテンダ伯グッリェルモ・ピエトロ3世、テンダ伯ピエトロ・バルボ2世の娘と推定され、さらにピエトロ・バルボ2世の娘カテリーナが1403年9月5日に結婚した際、カテリーナという名を嫌った夫によってベアトリーチェに改名させられた、という推定までなされた。 
しかし、近年の古文書精査によりベアトリーチェは実は傭兵隊長ルッジェーロ・カーネとその妻ジャコビーナ・アシナーリの間の娘であったことが明らかになった。父ルッジェーロはミラノ僭主ベルナボ・ヴィスコンティとその後継者ジャン・ガレアッツォ・ヴィスコンティの配下で将官・外交官を務めた人物で、ベアトリーチェの最初の夫となるファチーノ・カーネの従兄弟であった。

## ファチーノ・カーネ
1390年代半ば、父の従兄弟で、父と同じくミラノ公爵家に仕える傭兵隊長の1人であったファチーノ・カーネと結婚。ファチーノは妻に最大限の配慮と敬意を示し、自分の得た栄誉や富を妻と共有し、戦場にも妻を同伴したと言われる。ファチーノは1412年5月16日、ミラノ公ジョヴァンニ・マリーア・ヴィスコンティ暗殺事件の当日に死去した。彼は妻に40万ドゥカートの金、存命中支配下に置いていた町や村落に所有する荘園群、大勢の重騎兵隊をすべて譲り、ベアトリーチェはイタリア有数の裕福な寡婦となった。

## ミラノ公妃
ジョヴァンニ・マリーアの弟でミラノ公爵位を継承したフィリッポ・マリーア・ヴィスコンティは、一部の顧問官の助言を受け、個人的な資産・所領を拡大する目的で20歳以上年上の未亡人ベアトリーチェと結婚した。ベアトリーチェの財産と軍事力を手にしたおかげで、フィリッポ・マリーアは近隣の自分より小規模な諸侯たちをやすやすと降伏させることができた。そして、ベアトリーチェを通じて得たファチーノ・カーネの政治・軍事・財政的基盤に頼りつつ、兄の時代に弱体化した国の支配体制を父ジャン・ガレアッツォ時代並みに回復させることに成功した。
ところがフィリッポ・マリーアは、自らの権力の確立にベアトリーチェを必要としたにもかかわらず、すぐに彼女を嫌うようになった。これにはベアトリーチェの前夫ファチーノ・カーネの人気の高さ、ベアトリーチェ自身の権勢の強さ、彼女が高齢で子供が望めないこと、年若い妾アニェーゼ・デル・マイーノへの寵愛など、複数の理由があった。

## 拷問と処刑
妻を公的に糾弾する口実を作ることができないフィリッポ・マリーアは、当時の貴族階級の間でよく行われていた、姦通という口実を使って妻を陥れようと考えた。公爵夫人ベアトリーチェの家政機関には、ミケーレ・オロンベッリ（Michele Orombelli）という若いトルバドゥールがおり、公爵夫人を歌とリュート演奏で楽しませ、公爵夫人の友人として遇されていた。1418年8月23日、人望ある公爵夫人の解放を求める民衆反乱が起きる可能性を考慮して、フィリッポ・マリーアはミラノ市の門を昼過ぎまで閉門したうえで、オロンベッリ、公爵夫人及び2名の女召使いをビナスコ城に連行・収監した。囚人となった4名には拷問が行われ、女召使いたちは公爵夫人とオロンベッリがベッドに一緒に腰掛けながらリュートを奏でていたと自白させられた。そしてオロンベッリもまた公爵夫人との姦通を自白させられる。しかし公爵夫人ベアトリーチェは鞭打ち24回を受けても姦通を認めなかった。
法曹のガスパリーノ・デ・グラッシ・カスティリオーネ（Gasparino de' Grassi Castiglione）は4名の囚人全員を姦通及びその共謀の罪で有罪と判じ、死刑を宣告した。ベアトリーチェと他3名の死刑は1418年9月13日ビナスコ城中庭で執行された。

## 文学・歴史学における記述
多くの記述において、ベアトリーチェは国の行く末を憂う知性あふれる女性として描かれてきた。その正直さと慎ましさに対する評判のおかげで、彼女の死は多くの人々の目に無実の殉難と映った。ベアトリーチェの悲運の物語は多くの著作家たちの題材となった。カルロ・テダルディ＝フォーレスによるベアトリーチェに関する小説は、ヴィンチェンツォ・ベッリーニに2幕構成のオペラ『テンダのベアトリーチェ』を創作させるきっかけを作った。同オペラの初演は1833年3月16日、ヴェネツィアのラ・フェニーチェ劇場で行われた。サラ・ジョセファ・ヘイルの『女性の記録：あるいは傑出した女性全てのスケッチ、創世記から西暦1854年まで』（1855年）には、ベアトリーチェを称賛する記述が含まれている。ラファエル・サバティーニの歴史小説『ベラリオン』（1926年）でも、ベアトリーチェは副次的な登場人物の1人となっている。
ベルナルディーノ・コリオの『ミラノ史』の叙述に基づくベアトリーチェの伝統的評価を修正すべく、アンジェロ・ブッティ（Angelo Butti）とルイジ・フェラリーノ（Luigi Ferrario）は、様々な同時代人による彼女に関する論評を収集した。ブッティとフェラリーノによれば、ライナルディ（Rainaldi）及びフルーリー（Fleury）という2人の同時代人が、ベアトリーチェは夫のミラノ公に対する陰謀を企て、ドイツのパッサウ司教やエッティンゲン伯と密かに連絡を取り合い、彼らと共同で神聖ローマ皇帝ジギスムントの宮廷に使節を派遣している、と証言していたという。また、ミラノ公の秘書官ピエル・カンディード・デチェンブリオは、公爵夫人ベアトリーチェを怒りっぽく欲深いと大っぴらに非難していたという。さらに、アンドレア・ビーリャもベアトリーチェが齢を重ねてもはや夫を性的に魅了できなくなっており、従って子供も望めないような夫婦関係になっていたと証言している。

## 引用
1. 1 2 3 4 5  Hale 1855, pp. 145–146.
2. ↑  Cocconi.
3. ↑  Corio 1565, pp. 707, 728.
4. 1 2 3  Bartoccini & Caravale 1970, p. [要ページ番号].
5. ↑  Rossi 1908, p. 130.
6. ↑  Romanoni 2014, p. 58.
7. ↑  Cognasso 1956, pp. 109–114.
8. 1 2  Piano 2012, p. 9.
9. ↑  Covini 2014, pp. 110–111.
10. 1 2 3 4  Corio 1565, pp. 707, 727–728.
11. 1 2 3 4  Butti & Ferrario 1856, pp. 590–591.
12. ↑  Corio 1565, pp. 727–728.
13. ↑  Corio 1565, p. 728.
14. ↑  Tedaldi-Fores 1825.
15. ↑  Sabatini 1926.